# Сидоров, Иван Фёдорович (полный кавалер ордена Трудовой Славы)
Иван Фёдорович Сидоров — советский хозяйственный и политический деятель.

## Биография
Родился в 1939 году в селе Сидоровка. Член КПСС.
В 1955—1958 гг. — помощник машиниста турбины в НПУ «Сергиевскнефть».
В 1958—1961 гг. — военнослужащий Советской Армии.
В 1961—1999 гг. — оператор по добыче нефти и газа нефтегазодобывающего управления «Сергиевскнефть» Министерства нефтяной промышленности СССР.
Указами Президиума Верховного Совета СССР от 10 марта 1976 года и 2 марта 1984 года награждён орденами Трудовой Славы 3-й и 2-й степени.
Указом Президиума Верховного Совета СССР от 29 апреля 1986 года награждён орденом Трудовой Славы 1-й степени, став полным кавалером ордена Трудовой Славы.
Живёт в посёлке Сургут Самарской области.

## Награды
- Орден Знак Почёта (30.03.1971)